# Finlândia nos Jogos Olímpicos de Inverno da Juventude de 2012
A Finlândia competiu nos Jogos Olímpicos de Inverno da Juventude de 2012, realizados em Innsbruck, Áustria.